# バイソン・スミス
バイソン・スミス（Bison Smith、1973年9月24日 - 2011年11月22日）は、アメリカ合衆国出身。アメリカ合衆国の男性プロレスラー。主にプロレスリング・ノアで活躍していた。身長188cm、体重124kg。

## 来歴
1998年4月12日、カリフォルニア地区でデビュー。APWやUPW、WLW、PWIなどアメリカ西海岸地区のインディー団体を渡り歩いた他、プエルトリコでも活動。
2001年8月、プロレスリング・ノアに初来日。その後も来日を続け、ノアの常連外国人となり、外国人チームKAOSの一員となる。
2003年には小橋建太の持つGHCヘビー級王座にも挑戦。小橋の豪腕ラリアットに破れるも、20分以上の激闘を展開し評価を上げる。
2004年は自身の持つPWIヘビー級王座の防衛戦などをアメリカで行っていたが、日本では齋藤彰俊率いるダーク・エージェントに助太刀するなどの活動があったものの、タイトル戦線に関しては2006年まであまり目立った活動が無かった。
2007年6月3日、北海道で三沢光晴の持つGHCヘビー級王座に4年ぶりに挑戦。前哨戦では若手相手に2対1のハンディキャップマッチを行い、10分足らずで勝利し観客にアピール。しかし選手権試合での結果は三沢の後頭部への胴田貫（倒れ込み式エルボーパット）を喰らい、またも王座奪取に失敗。11月25日には齋藤彰俊とタッグを結成し、丸藤正道・杉浦貴組の持つGHCタッグ王座に挑戦するも、王座奪取ならず。
2008年にノア史上最大規模のタッグリーグ「グローバル・タッグ・リーグ戦」第一回大会に齋藤と組んでエントリー。初代優勝チームとなった。5月23日、その勢いのまま齋藤と丸藤・杉浦組の持つGHCタッグ王座に再挑戦。30分を超える激闘の末、バイソンの雪崩式バイソン・テニエルで丸藤からピンフォールを奪い、第17代GHCタッグ王者となった。ノア参戦7年目にして初のベルト奪取となった。
2009年6月13日、広島県立総合体育館グリーンアリーナ（小アリーナ）で行われたGHCタッグ選手権試合に出場（【王者チーム】バイソン・スミス＆齋藤彰俊 vs 【挑戦者チーム】三沢＆潮崎豪）これが三沢の最後の試合となった。
2010年には、キース・ウォーカーと組み、ディスオベイ（モハメド・ヨネ、力皇猛）を破り、GHCタッグ王座を再奪取した。
2011年11月22日、心不全のためプエルトリコにて38歳で没した。バイソンは同年11月20日まで行われていたノアの「グローバル・リーグ戦」に参戦していた。

## 得意技
バイソン・テニエル
足掛け式のフェイス・バスター（顔面砕き）。前屈みの相手の前に立ち、相手の頭部を腿に挟み、相手の胴を両腕で抱え込み、相手を逆さまにしながら担ぎ上げる。その状態で自らの両足を相手の両腕の前に出し、そのまま前に倒れ込み、顔面から相手をマットへ叩け付ける。AJスタイルズのスタイルズクラッシュと同型。
バイソン・ボム
雪崩式のアイアンクロー・スラム。2003年の小橋とのGHCタイトルマッチで初公開。
齋藤彰俊とのタッグでは、齋藤が肩車やパワーボムで抱えた相手に、コーナーから仕掛けるツープラトン技も披露。
ショルダー・アタック
その巨体に似合わず跳躍力があり、花道からリング内の相手へ、場外にいる相手へ鉄柵越しに、など様々なバリエーションが存在する。
桶狭間
齋藤彰俊とのツープラトン技。まずバイソン・スミスが相手をスタンディングの体勢でアイアンクローで捕らえたところに、背後から齋藤彰俊がスイクル・デス（延髄斬り）を掛け、すぐさまバイソンがアイアンクロー・スラムをかける。

## タイトル歴
プロレスリング・ノア
- GHCタッグ王座 - 17代、20代（パートナーは齋藤彰俊、キース・ウォーカー）
- グローバル・タッグ・リーグ戦 - 2008年大会優勝（パートナーは齋藤彰俊）

PWI
- PWIヘビー級王座
- PWIインターヘビー級王座

APW
- APWタッグ王座

## 入場テーマ
- Rime Of The Ancient Mariner / 暗黒の航海 （アイアン・メイデン） - 使用しているのは曲の経過時間約8分50秒以降の部分